# هليلج هندي

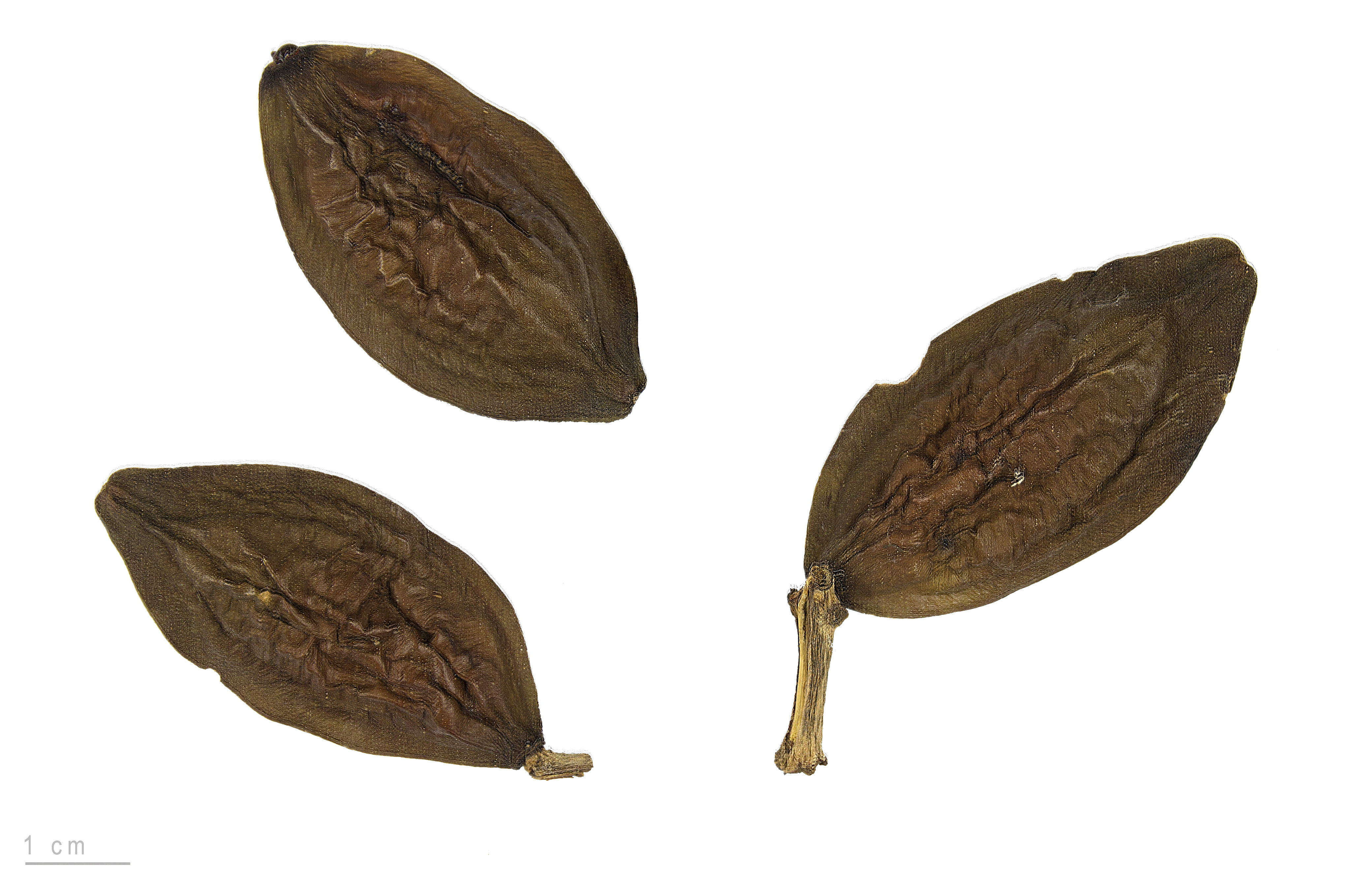
Terminalia catappa

الهليلج الهندي أو قضب اللوز أو القضب أو اللوز البجلي (الاسم العلمي: Terminalia catappa) هو نوع نباتي يتبع جنس الهليلج من الفصيلة القمبريطية.

## التسمية
أطلق على الهليلج الهندي أسماءً عدّة، منها: البيذان أو الباذان واللوز البحريني واللوز الاستوائي (بالإنجليزية: Tropical Almond)‏ واللوز الهندي (بالإنجليزية: Indian Almond)‏ ولوز البنغال (بالإنجليزية: Bengal Almond)‏.